# Ilha Caprera
Caprera (em sardo:  Caprèra) é uma ilha situada no mar Mediterrâneo ao norte da Sardenha (Itália), com 16 km² de área e população de 170 habitantes. A ilha de Caprera é parte do arquipélago e comuna de La Maddalena.
Na ilha está enterrado o herói italiano Giuseppe Garibaldi, que residiu os últimos anos da sua vida em Caprera.